# Drassodes hispanus
Drassodes hispanus är en spindelart som först beskrevs av Ludwig Carl Christian Koch 1866.  Drassodes hispanus ingår i släktet Drassodes och familjen plattbuksspindlar. Utöver nominatformen finns också underarten D. h. lesserti.